# マクミラン記念図書館 (ナイロビ)
マクミラン記念図書館 (マクミランきねんとしょかん; The McMillan Memorial Library) は、ケニアのナイロビにある公共図書館。ナイロビで最も古く、ケニアではモンバサのセイフ・ビン・サリム図書館に次いで2番目に古い。

## 沿革
この図書館は、1925年に没したウィリアム・ノースラップ・マクミランを記念して、マクミラン家により建てられた。ルーシー・マクミランの計画によるもので、建物の建築にはニューヨーク・カーネギー財団と、マクミラン家と親しい友人たちからの大きな援助があった。1931年6月5日、ケニア総督ジョセフ・A・バーン卿により公式開館した

## 意匠
建物は新古典主義建築様式で、花崗岩で覆われた柱が入口に沿って並び、白い大理石製の壮麗な台形の階段が玄関に通じている。入口両側には2頭のライオン像が置かれている。像はマクミランの従弟ジョン・ハリントン卿夫妻の寄贈である。外壁は滑らかな石で覆われ、屋根は平らで、内壁には磨き上げられた木材が使われている。窓には鉄製の枠にガラスがはめられ、自然光が十分はいるようになっており、ドアは重く固い木製で、木製の枠、横木がある。床は主要部分が寄木造りで、玄関部分には人工大理石が使われている。

## 蔵書
図書館には、1901年以来の東アフリカの新聞や雑誌を含む、40万冊以上の蔵書がある。創設以来、議会の議事録も収蔵している。

## マクミラン記念図書館法

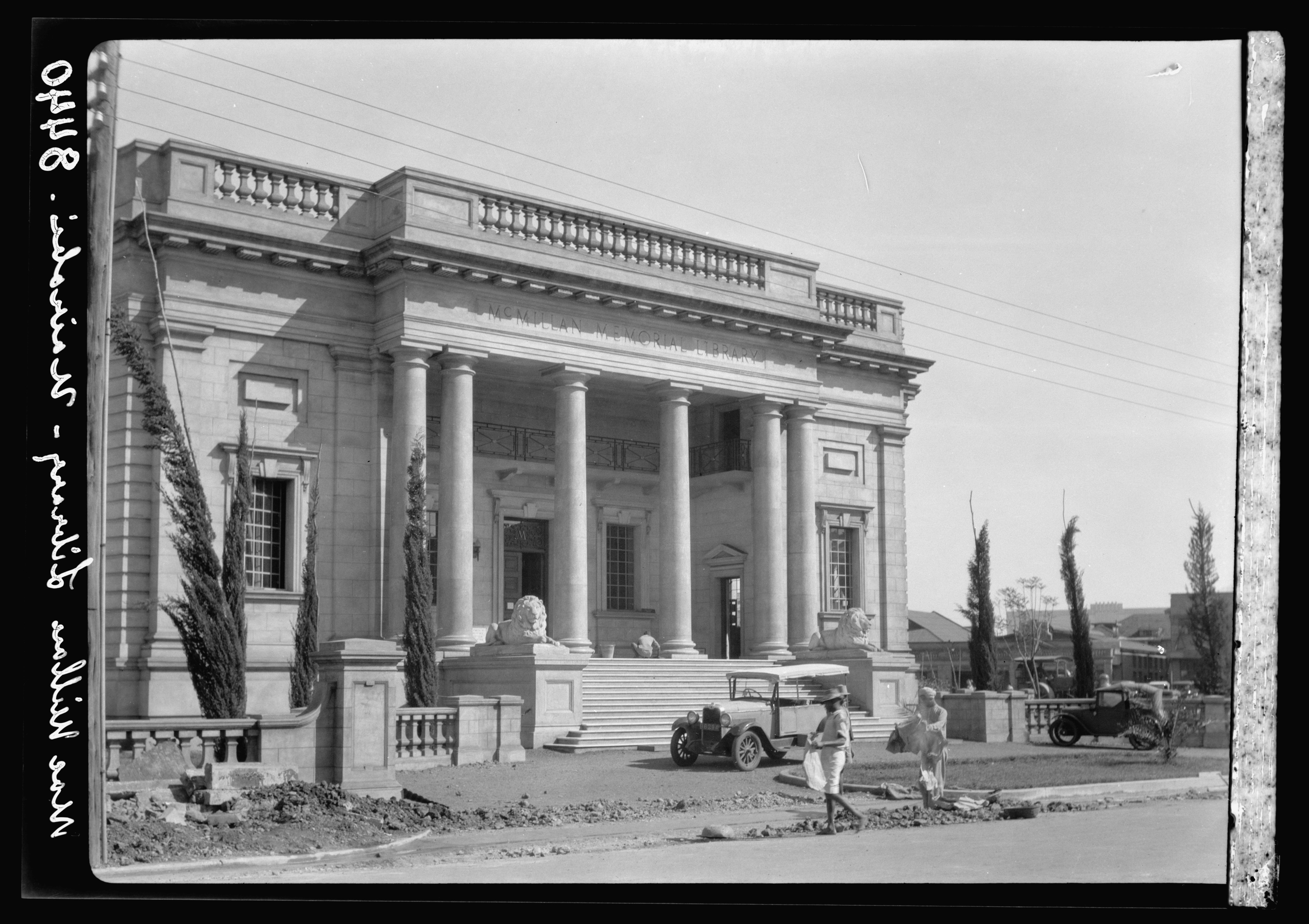
マクミラン記念図書館、1936年

マクミラン記念図書館は、ケニヤで唯一、1938年制定の特別法であるマクミラン記念図書館法第217条で保護されている。この法律は、記念物の保存という通常の条件に加え、ヨーロッパ人だけが利用できると規定している。図書館はナイロビ市議会に遺贈され、1962年に一般公開された。

## 修復
この図書館とカロレニ及びマカダラ分館の修復が、ブック・バンク信託のワンジル・コイナンゲとアンジェラ・ワチュカにより行われている。
コイナンゲとワチュカによる修復を追ったドキュメンタリー映画『図書館の作り方』が、2025年サンダンス映画祭で初公開された。